# مرونة الأيض
مرونة الأيض أو المرونة الأيضية (بالإنجليزية: Metabolic flexibility) هو مصطلح يتعلق بالأيض يعرف بأنه القدرة على الاستجابة أو التكيف مع التغيرات الظرفية في الطلب الأيضي.وقد تم الترويج لهذا المفهوم العريض لشرح مقاومة الإنسولين والآليات التي تتحكم باختيار مصدر الطاقة للجسم بين الغلوكوز والأحماض الدهنية، مما يسلط الضوء على المرونة الايضية للسمنة والبدانة ومرض السكري من النوع الثاني وومتلازمة الأيض وأمراض القلب
. يقوم النسيج الدهني بدور رئيسي في المرونة الأيضية وأيض الطاقة مع آليات وأدوار تنظيمية رئيسية. بالنظر إلى أن المرونة الأيضية مرتبطة بالمحافظة على التوازن الديناميكي والمتغير بين مصدري الطاقة، فقد يكون لها دور بارز في تطور الأمراض الأيضية والظروف المرتبطة بها.